# Vol PauknAir 4101
Le vol PauknAir 4101, était un vol de la compagnie mélillienne PauknAir entre l'aéroport de Malaga-Costa del Sol et la ville espagnole de Melilla (située sur le cap des Trois Fourches, dans l'Afrique du Nord). À 6 kilomètres de sa destination, l'appareil, de type Bae 146, s'est écrasé contre une montagne, ne laissant aucun survivant parmi les 38 passagers et membres d'équipage à bord.

## Avion

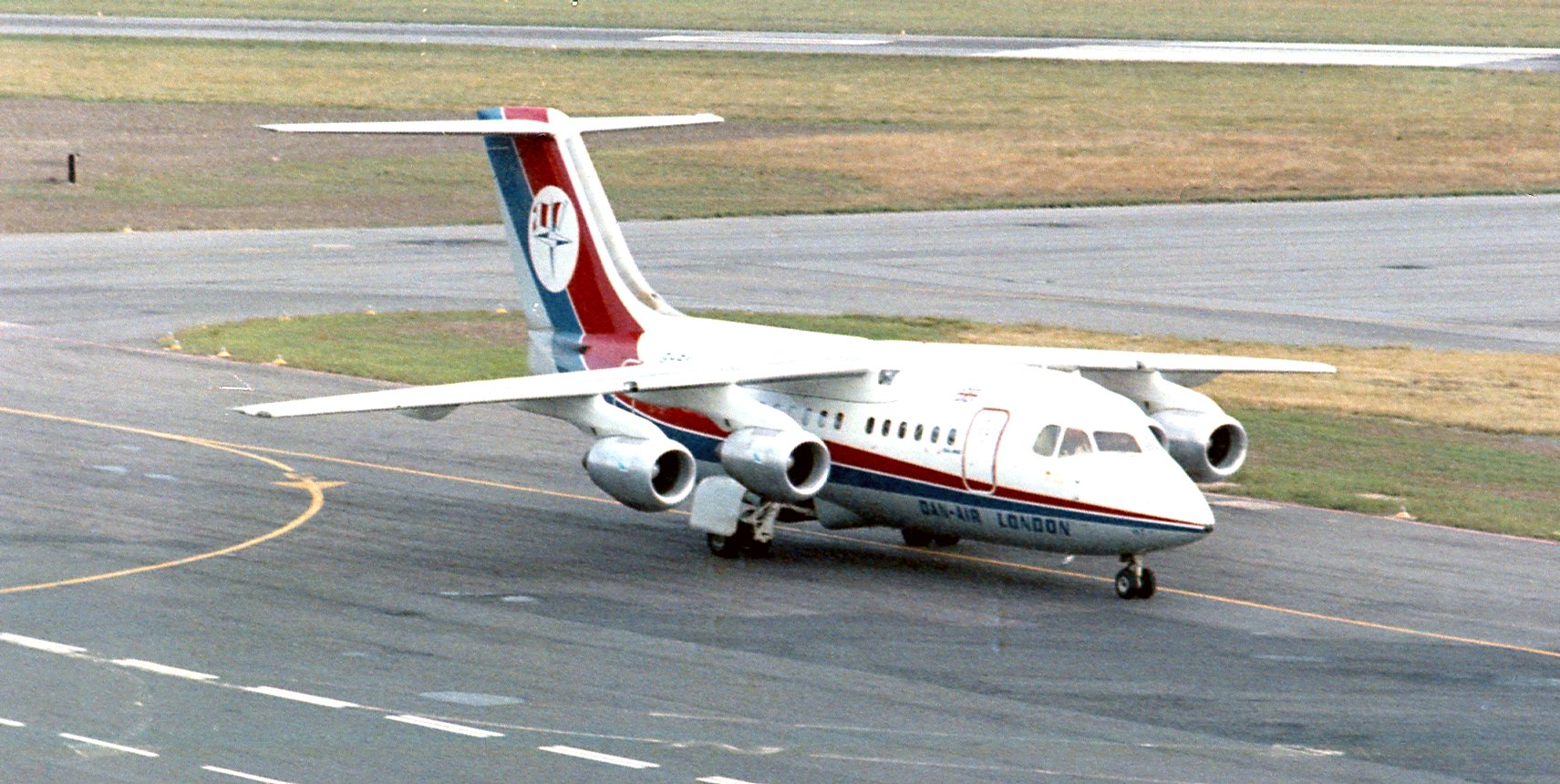
L'appareil impliqué dans l'accident, alors en service pour Dan-Air, ici photographié en août 1983.

L'appareil impliqué est un BAe 146-100, un avion court-courrier âgé de 15 ans, immatriculé EC-GEO (numéro de série E1007) et équipé de quatre moteurs Lycoming ALF502R-3A. 
Il a effectué son premier vol en juin 1983, c'était le septième BAe 146 construit par British Aerospace et il a été initialement livré à British Airways, avant d'être transféré à la compagnie britannique Dan-Air (en) un an plus tard. 
Après que l'avion ait passé plusieurs années en stockage, PauknAir a récupéré et remis l'avion en service lorsque la compagnie aérienne a commencé ses opérations, en septembre 1995.

## Circonstances de l'accident
L'avion a décollé de la piste 14 de l'aéroport de Malaga-Costa del Sol à 8 h 23, le 25 septembre 1998. À bord se trouvaient 34 passagers et un équipage de quatre personnes. Le vol était effectué par le commandant Diego Clavero Muñoz, 39 ans, et le copilote Bartolomé Jiménez, 28 ans. Le vol s'est déroulé normalement, sans problème et dans des conditions météorologiques favorables.
La descente vers l'aéroport de Melilla a commencé à 8 h 41, heure locale. Dans la zone du cap des Trois Fourches (le promontoire rocheux sur lequel se trouve Melilla), la faible visibilité est courante, car les nuages s'accumulent entre les vallées formées par les montagnes escarpées du cap. La descente s'est poursuivie dans des conditions météorologiques de vol aux instruments ; lors de communications avec des contrôleurs aériens, le copilote s'est plaint du brouillard, déclarant que la visibilité était quasiment nulle.
À 8 h 49, il y a eu deux alertes du système de détection et d'avertissement de terrain (TAWS, également connu sous le nom de GPWS), ce qui indique que l'avion était trop bas, ou plutôt qu’il volait trop bas. À 8 h 50, l'appareil a percuté le relief à 270 m d'altitude et s'est désintégré sous la violence du choc, tuant sur le coup les 38 personnes à bord.

## Causes de l'accident
L'enquête sur l'accident a conclu que l'accident a été causé par une collision avec le relief en IMC dû à une mauvaise coordination de l'équipage durant l'approche finale, et au fait que les pilotes n'ont pas respecté les procédures à suivre lors de l'approche sur Melilla, comme le respect de l'altitude minimale de sécurité, et qu'ils n'ont pas suivi les procédures de la compagnie concernant l'alarme GPWS.